# Walter Zacharias
Walter Zacharias (* 21. Oktober 1919 in Regensburg; † 19. Juli 2000 ebenda) war ein deutscher zeitgenössischer Künstler.

## Leben
Zacharias studierte von 1947 bis 1951 an der Akademie der Bildenden Künste München bei Adolf Schinnerer, Franz Klemmer und Franz Nagel.
Danach war er hauptberuflich mit der Leitung des ererbten Familienbetriebs beschäftigt und nur nebenbei als Künstler tätig. 1959 erwarb er im Bayerischen Wald ein Waldlerhaus, das er als Atelier nutzte. Dort sammelte er auch verschiedenste gebrauchte Alltagsgegenstände, vorwiegend aus dem bäuerlichen Leben, die er für seine Skulpturen verwendete. Nach seiner Zurruhesetzung 1980 arbeitete er dann ausschließlich als freier Künstler. In diesen Zeitraum fällt sein Hauptwerk als Künstler. Seine Werke waren im Rahmen zahlreicher Einzelausstellungen und Ausstellungsbeteiligungen, auch international, zu sehen.

## Auszeichnungen
- 1984 und 1989: Preise des japanischen Außenministeriums anlässlich der Internationalen Ausstellung für Kalligrafie, Tokio
- 1988: Kulturpreis der Stadt Regensburg